# «Новая русская школа» в историографии Французской революции XVIII в.
«Новая русская школа» в историографии Французской революции XVIII в. — распространённое в научной литературе наименование профессионального сообщества постсоветских исследователей данной темы. «Новая русская школа» характеризуется методологическим плюрализмом, акцентированным отмежеванием от идеологически и политически окрашенных трактовок Французской революции и стремлением рассматривать её в неразрывной связи с последующим периодом Наполеоновской империи. Работы историков этого направления широко представлены на страницах международного научного издания «Французский ежегодник», в сериях монографий «Мир Французской революции» и «Эпоха 1812 года» издательства РОССПЭН, а также регулярно публикуются во французском журнале Annales historiques de la Révolution française.

## Предыстория

### «Русская школа»
Изучение Французской революции в России берет начало с 6 сентября 1868 года, когда В. И. Герье начал читать курс лекций по истории революции в Московском университете. В последующие три десятилетия В. И. Герье, И. В. Лучицкий, М. М. Ковалевский, их ученики, а затем ученики их учеников, создали одну из ведущих в мировой историографии революции научных школ, получившую название «русской школы» (école russe). Характерной особенностью «русской школы» был идейный и методологический плюрализм: ее представители варьировали в своих трудах разные методы и подходы, следуя исключительно собственным вкусам и предпочтениям. Другая важная черта «русской школы» абсолютная интеграция в мировую науку. Российские историки ничуть не в меньшем объеме, чем французские, использовали в своих работах материалы центральных и департаментских архивов Франции, а потому в конце XIX — начале XX веков большинство основных трудов русских ученых по данной тематике были переведены и опубликованы во Франции).

### Советская школа
Пришедшая после 1917 года на смену «русской школе» советская школа историков Французской революции, напротив, существовала практически в условиях автаркии от мировой исторической науки. С установлением «железного занавеса» советские историки Французской революции лишились возможности регулярно работать во французских архивах. Если в конце 1920-х годов и в 1960-е — 1980-е годы некоторым из советских исследователей и давали разрешение на зарубежную научную командировку, то даже такое посещение изучаемой страны ограничивалось, как правило, несколькими неделями. В отсутствие полноценного доступа к зарубежным архивам советским историкам приходилось разрабатывать те относительно немногочисленные фонды французских исторических документов, что ранее различными путями попали в Россию. Но даже при изучении их возможности советских исследователей были существенно ограничены необходимостью использования исключительно марксистской методологии. Поэтому подавляющее большинство появившихся в СССР многочисленных работ по Французской революции оказалось вне основного русла развития мировой историографии. За границей почти ничего не знали о происходившем по другую сторону «железного занавеса», а если и узнавали, то сочинения, которые предлагали в большинстве своем марксистско-ленинское «переосмысление» вышедших на Западе исследований, не производили, как правило, большого впечатления на зарубежных коллег. Исключением из этого общего правила стали только работы Я. М. Захера, В. М. Далина и А. В. Адо, получившие в силу разных причин широкое международное признание.

## Становление «Новой русской школы»
Смена исследовательских парадигм и поколений ученых в российской историографии Французской революции началась в 1980-е годы и позднее получила в научной литературе наименование «смена вех» (changement de jalons) по названию статьи А. В. Чудинова, где были проанализированы эти процессы. Уже в 1995 году бесспорный тогда лидер российской историографии Французской революции А. В. Адо констатировал радикальное изменение научных парадигм:

« Советская историография Французской революции завершила свое существование. На смену ей идет становление новой российской историографии Французской революции. Она не утрачивает преемственности с наиболее позитивным наследием историографии советской, но она принадлежит уже к иному времени и имеет свое особое лицо».
— Адо А.В. Письмо профессору Шен Ченсиню // Вестник Московского университета. Сер. 8, история. 1996. № 5. С. 32.

## Направления исследований учёных «Новой русской школы»
Представляя собою третий этап развития российской историографии Французской революции, «новая русская школа» сохраняет преемственность с обоими предыдущими. С «русской школой» ее сближают полный методологический плюрализм и плотная интеграция в международное научное сообщество. Преемственность с советской школой прослеживается в тематике части проводимых ею исследований. К настоящему времени в развитии «новой русской школы» можно выделить два периода, характеризующихся разной тематикой исследований.

### 1990-е — 2000-е годы
Во второй половине 1990-х — в 2000-х годах основные направления исследований «новой русской школы» определялись стремлением ее представителей сформировать собственную идентичность, отличную от советской школы, а потому отчасти являли собою прямое или косвенное отрицание научных установок таковой. Этим был обусловлен повышенный в этот период интерес российских историков к практически не изучавшейся в советское время, а лишь «изобличавшейся», консервативной и «ревизионистской» («критической») историографии Французской революции. Критическому осмыслению подверглась также история самой советской историографии.
Другое направление исследований историков «новой русской школы» также представляло собою диалектическое отрицание или, скорее, развитие научного наследия советской историографии Французской революции. Если для последней был характерен своего рода «якобиноцентризм» — повышенное внимание к левым политическим группировкам, то усилия представителей «новой русской школы» в этот период концентрировались на изучении широкого спектра политических сил, находившихся правее якобинцев: фельянов, конституционных монархистов, термидорианцев, роялистов и вандейских повстанцев. Вместе с тем, продолжалась разработка и таких традиционных для советской историографии тем, как история социалистических идей и якобинцев, но на иной, более широкой, методологической основе.

### 2010-е — 2020-е годы
С 2010-х годов в центре исследовательских интересов российских историков Французской революции находятся научные проблемы, уже напрямую не связанные с наследием советской историографии. Преемственность с последней сохраняется только в стремлении рассматривать в неразрывной связи историю Французской революции и Наполеоновской империи, как это делал советский историк В. Г. Ревуненков, и в продолжении традиции изучения истории социалистических и коммунистических идей во Франции конца XVIII — начала XIX веков. В 2010-е — 2020-е годы российские исследователи изучали деятельность социалистов К.А. Сен-Симона и сенсимонистов, революционного коммуниста Г. Бабёфа и автора малоизвестной коммунистической утопии П. И. Жонес-Спонвиля.
Одним из приоритетных направлений в 2010-е годы были имагологические исследования, осуществляемые на материале Французской революции и Наполеоновских войн, то есть изучение образа Другого и, прежде всего, образа Врага. Значительное влияние на расширение тематики исследований представителей "новой русской школы" в 2020-е годы оказало сотрудничество с ведущим британским специалистом по истории Французской революции и Наполеоновских войн А. Форрестом, который в 2018—2020 годах возглавлял лабораторию западноевропейских и средиземноморских исторических исследований в Государственном академическом университете гуманитарных наук в Москве. По его примеру российские историки от сугубо имагологических изысканий перешли к более широким исследованиям в русле военно-исторической антропологии.
Основным же направлением исследований историков «новой русской школы» в 2010-е — 2020-е годы годы является изучение в исторической ретроспективе конфликта либерально-демократической и традиционалистской парадигм на рубеже XVIII—XIX вв. внутри Франции и за ее пределами, который рассматривается как одна из важнейших составляющих социально-политических процессов того времени.